# III liga polska w piłce siatkowej mężczyzn (2022/2023)
III liga polska w piłce siatkowej mężczyzn 2022/2023 – rozgrywki czwartej w hierarchii - po PLS (PlusLidze i Tauron 1. Lidze) i II lidze - klasy męskich ligowych rozgrywek siatkarskich w Polsce. Rywalizacja w niej toczy się systemem ligowym - o awans do II ligi, a za jej prowadzenie odpowiadają Wojewódzkie Związki Piłki Siatkowej. W niektórych województwach gra się rundy play-off. Najlepsze dwie drużyny każdego z województw mają prawo wystąpić w turniejach o awans do II ligi organizowanych przez Polski Związek Piłki Siatkowej - półfinałowych i finałowych. W każdym turnieju niezależnie od etapu udział biorą cztery drużyny, w półfinałowych dwie najlepsze z każdego z turniejów awansują dalej, w turniejach finałowych również dwie najlepsze drużyny każdego z nich awansują finalnie do II ligi. W niektórych województwach najsłabsze drużyny są relegowane do IV ligi, jeśli w danym województwie ona funkcjonuje.

## Rozgrywki wojewódzkie

### Dolnośląski ZPS

#### Grupa A
| L.p | Zespół                                       | M  | P  | LZ | S     | MP        | adnotacje                           |
| --- | -------------------------------------------- | -- | -- | -- | ----- | --------- | ----------------------------------- |
| 1   | MUKS Ziemi Milickiej Milicz                  | 12 | 32 | 11 | 35:10 | 1063:885  |                                     |
| 2   | Kurcze Pieczone i TechniSat Oborniki Śląskie | 12 | 27 | 10 | 31:14 | 1046:937  | wycofanie się po zakończeniu sezonu |
| 3   | Chemeko-System Gwardia Wrocław Academy       | 12 | 22 | 8  | 25:20 | 1008:978  |                                     |
| 4   | SKSM Adrenalina Wrocław                      | 12 | 17 | 5  | 23:25 | 1036:1034 |                                     |
| 5   | SKFiS "Kudowianka" Kudowa Zdrój              | 12 | 11 | 3  | 17:30 | 1006:1086 | wycofanie się po zakończeniu sezonu |
| 6   | SPS Mountpark Kąty Wrocławskie               | 12 | 10 | 3  | 18:32 | 1037:1140 |                                     |
| 7   | VolleyBulls Wrocław                          | 12 | 7  | 2  | 13:31 | 926:1062  |                                     |

     zespół zgłoszony do turniejów półfinałowych
     spadek do IV ligi

#### Grupa B
| L.p | Zespół                    | M  | P  | LZ | S     | MP       | adnotacje                           |
| --- | ------------------------- | -- | -- | -- | ----- | -------- | ----------------------------------- |
| 1   | SPS Modeko Brzeg Dolny    | 11 | 23 | 8  | 28:14 | 952:892  |                                     |
| 2   | BTS Elektros Bolesławiec  | 11 | 20 | 6  | 24:20 | 994:943  |                                     |
| 3   | Chełmiec MZB Wałbrzych II | 11 | 19 | 6  | 23:22 | 1000:975 | wycofanie się po zakończeniu sezonu |
| 4   | KKS Jelenia Góra          | 11 | 18 | 6  | 25:19 | 999:978  |                                     |
| 5   | KPS Faraon Ziębice        | 11 | 13 | 5  | 19:24 | 908:970  |                                     |
| 6   | JKS Spartakus Jawor       | 11 | 9  | 3  | 11:26 | 813:890  |                                     |
| 7   | Sobótka Volley Club       | 6  | 6  | 2  | 9:14  | 483:501  |                                     |

     zespół zgłoszony do turniejów półfinałowych
     spadek do IV ligi

### Kujawsko-Pomorski ZPS
| Lp. | Zespół                                 | Mecze | Pkt | Zw. | Sety + | Sety - | pkt + | pkt - | adnotacje                                       |
| --- | -------------------------------------- | ----- | --- | --- | ------ | ------ | ----- | ----- | ----------------------------------------------- |
| 1   | BKS WSG Chemik Bydgoszcz               | 8     | 24  | 8   | 24     | 2      | 649   | 475   | wycofanie się z rozgrywek po zakończeniu sezonu |
| 2   | AZS UMK Toruń                          | 8     | 14  | 5   | 16     | 12     | 621   | 582   |                                                 |
| 3   | LZS Dragacz                            | 8     | 11  | 3   | 14     | 16     | 620   | 649   |                                                 |
| 4   | KS Stal Grudziądz                      | 8     | 9   | 3   | 13     | 18     | 635   | 668   |                                                 |
| 5   | KOLIBRY - SKS OLENDER WIELKA NIESZAWKA | 8     | 2   | 1   | 4      | 23     | 493   | 644   |                                                 |

     zespół zgłoszony do turniejów półfinałowych
     wycofanie się z rozgrywek po zakończonym sezonie

### Lubelski ZPS
| Miejsce | Zespół                                | Mecze | Punkty | W. | P. | Sety  | Małe punkty |
| ------- | ------------------------------------- | ----- | ------ | -- | -- | ----- | ----------- |
| 1       | Green Elite Pompy ciepła Wojciechów   | 12    | 24     | 7  | 5  | 28:17 | 1,007:888   |
| 2       | LKS Cisy Nałęczów                     | 12    | 23     | 8  | 4  | 27:18 | 996:973     |
| 3       | Lotnicza Akademia Wojskowa w Dęblinie | 12    | 13     | 5  | 7  | 19:28 | 967:1069    |
| 4       | AKS Karol KUL                         | 12    | 12     | 4  | 8  | 18:29 | 1,011:1051  |

     zespół zgłoszony do turniejów półfinałowych

### Lubuski ZPS
| Poz. | Drużyna                                 | Pkt | M  | Zw | Prz | Sety+ | Sety- | P+  | P-  | Ratio | adnotacje                                       |
| ---- | --------------------------------------- | --- | -- | -- | --- | ----- | ----- | --- | --- | ----- | ----------------------------------------------- |
| 1    | KS Atak Gorzów Wlkp.                    | 24  | 10 | 9  | 1   | 27    | 11    | 874 | 758 | 2.455 |                                                 |
| 2    | SKS Tęcza Krosno Odrz.                  | 20  | 10 | 6  | 4   | 23    | 14    | 872 | 809 | 1.643 | wycofanie się z rozgrywek po zakończeniu sezonu |
| 3    | UKS SMS VII LO Trzyna-stka Zielona Góra | 14  | 10 | 4  | 6   | 18    | 21    | 846 | 902 | 0.857 |                                                 |
| 4    | UKS Żak Krzeszyce                       | 12  | 10 | 5  | 5   | 15    | 21    | 769 | 807 | 0.714 | wycofanie się z rozgrywek po zakończeniu sezonu |
| 5    | SMS Police                              | 12  | 10 | 4  | 6   | 15    | 20    | 786 | 811 | 0.750 | wycofanie się z rozgrywek po zakończeniu sezonu |
| 6    | UKS OPP Powiat Kołobrzeski              | 8   | 10 | 2  | 8   | 14    | 25    | 837 | 897 | 0.560 | wycofanie się z rozgrywek po zakończeniu sezonu |

     zespół zgłoszony do turniejów półfinałowych
     wycofanie się z rozgrywek po zakończonym sezonie

### Łódzki ZPS

#### Runda zasadnicza
| Lp. | Zespół                            | Mecze | Pkt | Sety + | Sety - | pkt + | pkt - |
| --- | --------------------------------- | ----- | --- | ------ | ------ | ----- | ----- |
| 1   | METPRIM Volley Radomsko           | 10    | 27  | 29     | 7      | 840   | 706   |
| 2   | VOLLEY TEAM Żychlin               | 10    | 27  | 29     | 8      | 876   | 647   |
| 3   | MKS BZURA Ozorków                 | 10    | 14  | 17     | 18     | 770   | 733   |
| 4   | PGE SKRA Bełchatów II             | 10    | 12  | 18     | 21     | 814   | 879   |
| 5   | UKS Akademia Siatkówki Zduńska W. | 10    | 10  | 12     | 21     | 704   | 685   |
| 6   | MKS Volley Żelazny Opoczno        | 10    | 0   | 0      | 30     | 396   | 750   |

     wycofanie się z rozgrywek po zakończonym sezonie

#### Runda finałowa
| Lp. | Zespół                  | Mecze | Pkt | Sety + | Sety - | pkt + | pkt - |
| --- | ----------------------- | ----- | --- | ------ | ------ | ----- | ----- |
| 1   | VOLLEY TEAM Żychlin     | 3     | 6   | 9      | 2      | 262   | 218   |
| 2   | METPRIM Volley Radomsko | 3     | 5   | 7      | 4      | 251   | 240   |
| 3   | MKS BZURA Ozorków       | 3     | 4   | 5      | 8      | 262   | 286   |
| 4   | PGE SKRA Bełchatów II   | 3     | 3   | 2      | 9      | 221   | 252   |

     zespół zgłoszony do turniejów półfinałowych

### Małopolski ZPS

#### Grupa Jesień
| Lp. | Zespół                   | Mecze | Pkt | Sety + | Sety - | pkt + | pkt - | adnotacje                           |
| --- | ------------------------ | ----- | --- | ------ | ------ | ----- | ----- | ----------------------------------- |
| 1   | KS GRÓD CZOP Podegrodzie | 10    | 21  | 24     | 13     | 885   | 819   |                                     |
| 2   | MKS SKAWA Wadowice       | 10    | 21  | 25     | 16     | 931   | 877   |                                     |
| 3   | SMS SPARTA AGH Kraków    | 10    | 20  | 22     | 16     | 907   | 870   | wycofanie się po zakończeniu sezonu |
| 4   | GKPS Gorlice             | 10    | 16  | 23     | 20     | 961   | 934   |                                     |
| 5   | MKS GRYF Brzesko         | 10    | 7   | 13     | 26     | 813   | 898   |                                     |
| 6   | AS Niepołomice           | 10    | 5   | 12     | 28     | 843   | 942   |                                     |

     spadek do IV ligi

#### Grupa Wiosna
| Lp. | Zespół                   | Mecze | Pkt | Sety + | Sety - | pkt + | pkt - | adnotacje                                       |
| --- | ------------------------ | ----- | --- | ------ | ------ | ----- | ----- | ----------------------------------------------- |
| 1   | SMS SPARTA AGH Kraków    | 10    | 23  | 27     | 15     | 970   | 891   | wycofanie się z rozgrywek po zakończeniu sezonu |
| 2   | GKPS Gorlice             | 10    | 20  | 23     | 16     | 895   | 853   |                                                 |
| 3   | GSKS Laskowa             | 10    | 16  | 21     | 19     | 884   | 849   |                                                 |
| 4   | KS GRÓD CZOP Podegrodzie | 10    | 14  | 19     | 19     | 841   | 823   |                                                 |
| 5   | MKS SKAWA Wadowice       | 10    | 13  | 19     | 20     | 863   | 865   |                                                 |
| 6   | MKS GRYF Brzesko         | 10    | 4   | 9      | 29     | 705   | 877   |                                                 |

     zespół zgłoszony do turniejów półfinałowych

### Mazowiecko-Warszawski ZPS
| Lp. | Zespół                                      | Mecze | Pkt | Zw. | Sety + | Sety - | pkt + | pkt - | adnotacje                                       |
| --- | ------------------------------------------- | ----- | --- | --- | ------ | ------ | ----- | ----- | ----------------------------------------------- |
| 1   | POLCANEX Kobyłka                            | 18    | 48  | 17  | 52     | 11     | 1526  | 1234  |                                                 |
| 2   | SPS Volley Ostrołęka                        | 18    | 41  | 14  | 46     | 22     | 1584  | 1396  |                                                 |
| 3   | ProNutiva SKK Belsk Duży                    | 18    | 39  | 12  | 46     | 25     | 1632  | 1449  |                                                 |
| 4   | PSG KPS Siedlce II                          | 18    | 35  | 13  | 42     | 30     | 1610  | 1506  |                                                 |
| 5   | KTS Flot Iskra Warszawa                     | 18    | 30  | 9   | 36     | 33     | 1536  | 1546  | wycofanie się z rozgrywek po zakończeniu sezonu |
| 6   | Wojtmar AJHmedia RAS6 Szydłowiec            | 18    | 21  | 7   | 34     | 42     | 1626  | 1678  |                                                 |
| 7   | IŁ Capital Huragan Stare Babice             | 18    | 20  | 7   | 28     | 41     | 1503  | 1577  |                                                 |
| 8   | UKS Herkules Sulejówek                      | 18    | 16  | 5   | 21     | 41     | 1317  | 1475  |                                                 |
| 9   | GKS JAGUAR Wolanów                          | 17    | 9   | 2   | 17     | 46     | 1280  | 1480  |                                                 |
| 10  | Żyrardowskie Stowarzyszenie Siatkówki "Len" | 17    | 8   | 3   | 15     | 46     | 1169  | 1442  |                                                 |

     zespół zgłoszony do turniejów półfinałowych
     spadek do IV ligi

### Opolski ZPS
| L.p. | Zespół                      | Mecze | Pkt. | Zw. | Sety + | Sety - | Pkt + | Pkt. - |
| ---- | --------------------------- | ----- | ---- | --- | ------ | ------ | ----- | ------ |
| 1    | AS ZAKSA Kędzierzyn - Koźle | 4     | 7    | 2   | 9      | 7      | 361   | 353    |
| 2    | TAURON AS Stal Nysa         | 4     | 6    | 2   | 8      | 9      | 362   | 368    |
| 3    | SPS Walce                   | 4     | 5    | 2   | 8      | 9      | 375   | 377    |

     zespół zgłoszony do turniejów półfinałowych

### Podkarpacki ZPS

#### Runda zasadnicza
| Lp. | Zespół                         | Mecze | Pkt | Sety + | Sety - | pkt + | pkt - | adnotacje                                       |
| --- | ------------------------------ | ----- | --- | ------ | ------ | ----- | ----- | ----------------------------------------------- |
| 1   | ProSport Marmax Czudec         | 18    | 44  | 46     | 17     | 1483  | 1347  |                                                 |
| 2   | SST Lubcza Racławówka          | 18    | 40  | 49     | 24     | 1682  | 1494  |                                                 |
| 3   | MKS Wisłok Strzyżów            | 18    | 40  | 46     | 26     | 1656  | 1446  |                                                 |
| 4   | TKF Anilana Rakszawa           | 18    | 36  | 43     | 26     | 1587  | 1469  |                                                 |
| 5   | Renga SST Sportur Gmina Łańcut | 18    | 25  | 31     | 34     | 1421  | 1466  |                                                 |
| 6   | KLIMA Błażowa                  | 18    | 22  | 29     | 39     | 1463  | 1538  |                                                 |
| 7   | AKS V LO Rzeszów II            | 18    | 20  | 30     | 42     | 1532  | 1649  | wycofanie się z rozgrywek po zakończeniu sezonu |
| 8   | TSV Sanok                      | 18    | 16  | 26     | 44     | 1501  | 1633  |                                                 |
| 9   | TKS Żagiel Radymno             | 18    | 14  | 22     | 46     | 1396  | 1593  |                                                 |
| 10  | LKS Głogovia                   | 18    | 13  | 22     | 46     | 1501  | 1587  |                                                 |

     spadek do IV ligi

#### Runda finałowa
| Lp. | Zespół                 | Mecze | Pkt | Sety + | Sety - | pkt + | pkt - |
| --- | ---------------------- | ----- | --- | ------ | ------ | ----- | ----- |
| 1   | ProSport Marmax Czudec | 3     | 9   | 9      | 2      | 266   | 243   |
| 2   | TKF Anilana Rakszawa   | 3     | 5   | 6      | 5      | 232   | 231   |
| 3   | MKS Wisłok Strzyżów    | 3     | 5   | 6      | 7      | 291   | 270   |
| 4   | SST Lubcza Racławówka  | 3     | 5   | 2      | 9      | 229   | 274   |

     zespół zgłoszony do turniejów półfinałowych

### Podlaski ZPS
| L.p | Zespół                  | Mecze | pkt. | St.setów | Małe pkt. | Adnotacje                                       |
| --- | ----------------------- | ----- | ---- | -------- | --------- | ----------------------------------------------- |
| 1   | Necko Augustów          | 4     | 12   | 12:0     | 301:198   |                                                 |
| 2   | SAS Sejny               | 4     | 6    | 6:7      | 284:283   |                                                 |
| 3   | SUKSS Suwałki           | 4     | 0    | 1:12     | 215:319   |                                                 |
| 4   | UKS Centrum Augustów II | 0     | 0    | 0:0      | 0:0       | zespół wycofał się przed rozpoczęciem rozgrywek |

     zespół zgłoszony do turniejów półfinałowych
     wycofanie się z rozgrywek po zakończonym sezonie

### Pomorski ZPS
Brak prowadzonych rozgrywek. Do turniejów półfinałowych zostały zgłoszone drużyny UKS Jedynka Reda oraz Trefl Gdańsk III.

### Śląski ZPS

#### Etap 1

##### Grupa A
| Miejsce | Zespół                               | Mecze | Pkt | Zw. | Sety + | Sety - | pkt + | pkt - |
| ------- | ------------------------------------ | ----- | --- | --- | ------ | ------ | ----- | ----- |
| 1       | UKS VT Alukoncept Bobrowniki         | 12    | 30  | 10  | 32     | 12     | 1039  | 842   |
| 2       | VitaSUN MKS BĘDZIN S.A. II           | 12    | 28  | 10  | 33     | 12     | 1030  | 935   |
| 3       | Hemarpol Norwid Częstochowa II       | 12    | 25  | 8   | 29     | 16     | 1031  | 964   |
| 4       | Eco-Team AZS Stoelzle Częstochowa II | 12    | 20  | 6   | 22     | 18     | 891   | 831   |
| 5       | KS VOLLEY Miasteczko Śląskie         | 12    | 14  | 5   | 18     | 25     | 949   | 984   |
| 6       | Volley Dąbrowa Górnicza              | 12    | 9   | 3   | 12     | 28     | 840   | 942   |
| 7       | LKS Olimpia Włodowice                | 12    | 0   | 0   | 1      | 36     | 645   | 927   |

##### Grupa B
| Miejsce | Zespół                                   | Mecze | Pkt | Zw. | Sety + | Sety - | pkt + | pkt - |
| ------- | ---------------------------------------- | ----- | --- | --- | ------ | ------ | ----- | ----- |
| 1       | SK Górnik Radlin                         | 10    | 24  | 8   | 27     | 12     | 933   | 803   |
| 2       | Klub Siatkarski Racibórz                 | 10    | 21  | 7   | 26     | 15     | 920   | 799   |
| 3       | Garbarnia Szczakowa UKS Jedynka Jaworzno | 10    | 17  | 6   | 20     | 17     | 817   | 735   |
| 4       | Talent Sferawent Cieszyn                 | 10    | 17  | 5   | 22     | 17     | 888   | 847   |
| 5       | Akademia Talentów Jastrzębski Węgiel II  | 10    | 11  | 4   | 14     | 21     | 628   | 789   |
| 6       | BBTS Włókniarz Bielsko-Biała             | 10    | 0   | 0   | 3      | 30     | 609   | 822   |

#### Etap 2

##### Grupa C (o miejsca 1-8)
| Miejsce | Zespół                                   | Mecze | Pkt | Zw. | Sety + | Sety - | pkt + | pkt - |
| ------- | ---------------------------------------- | ----- | --- | --- | ------ | ------ | ----- | ----- |
| 1       | UKS VT Alukoncept Bobrowniki             | 14    | 30  | 10  | 32     | 17     | 1149  | 1009  |
| 2       | SK Górnik Radlin                         | 14    | 30  | 10  | 35     | 21     | 1311  | 1184  |
| 3       | Talent Sferawent Cieszyn                 | 14    | 27  | 9   | 32     | 21     | 1220  | 1174  |
| 4       | VitaSUN MKS BĘDZIN S.A. II               | 14    | 24  | 9   | 32     | 26     | 1280  | 1274  |
| 5       | Klub Siatkarski Racibórz                 | 14    | 22  | 8   | 30     | 26     | 1227  | 1184  |
| 6       | Hemarpol Norwid Częstochowa II           | 14    | 16  | 5   | 21     | 29     | 1051  | 1159  |
| 7       | Garbarnia Szczakowa UKS Jedynka Jaworzno | 14    | 14  | 5   | 20     | 31     | 1094  | 1175  |
| 8       | Eco-Team AZS Stoelzle Częstochowa II     | 14    | 5   | 0   | 11     | 42     | 1067  | 1240  |

##### Grupa D (o miejsca 9-13)
| Miejsce | Zespół                                  | Mecze | Pkt | Zw. | Sety + | Sety - | pkt + | pkt - |
| ------- | --------------------------------------- | ----- | --- | --- | ------ | ------ | ----- | ----- |
| 1       | Volley Dąbrowa Górnicza                 | 8     | 19  | 6   | 21     | 8      | 708   | 630   |
| 2       | Akademia Talentów Jastrzębski Węgiel II | 8     | 18  | 7   | 21     | 9      | 695   | 601   |
| 3       | KS VOLLEY Miasteczko Śląskie            | 8     | 17  | 5   | 20     | 10     | 687   | 612   |
| 4       | BBTS Włókniarz Bielsko-Biała            | 8     | 6   | 2   | 7      | 19     | 530   | 631   |
| 5       | LKS Olimpia Włodowice                   | 8     | 0   | 0   | 1      | 24     | 476   | 622   |

#### Runda play-off

##### O miejsca 1-4
| Miejsce | Zespół                       | Mecze | Pkt | Zw. | Sety + | Sety - | pkt + | pkt - |
| ------- | ---------------------------- | ----- | --- | --- | ------ | ------ | ----- | ----- |
| 1       | UKS VT Alukoncept Bobrowniki | 2     | 4   | 2   | 6      | 2      | 187   | 158   |
| 2       | VitaSUN MKS BĘDZIN S.A. II   | 2     | 2   | 0   | 2      | 6      | 158   | 187   |

| Miejsce | Zespół                   | Mecze | Pkt | Zw. | Sety + | Sety - | pkt + | pkt - |
| ------- | ------------------------ | ----- | --- | --- | ------ | ------ | ----- | ----- |
| 1       | SK Górnik Radlin         | 3     | 5   | 2   | 7      | 5      | 263   | 255   |
| 2       | Talent Sferawent Cieszyn | 3     | 4   | 1   | 5      | 7      | 255   | 263   |

##### O 1 miejsce
| Miejsce | Zespół                       | Mecze | Pkt | Zw. | Sety + | Sety - | pkt + | pkt - |
| ------- | ---------------------------- | ----- | --- | --- | ------ | ------ | ----- | ----- |
| 1       | UKS VT Alukoncept Bobrowniki | 2     | 4   | 2   | 6      | 2      | 180   | 165   |
| 2       | SK Górnik Radlin             | 2     | 2   | 0   | 2      | 6      | 165   | 180   |

##### O 3 miejsce
| Miejsce | Zespół                     | Mecze | Pkt | Zw. | Sety + | Sety - | pkt + | pkt - |
| ------- | -------------------------- | ----- | --- | --- | ------ | ------ | ----- | ----- |
| 1       | Talent Sferawent Cieszyn   | 3     | 5   | 2   | 8      | 5      | 288   | 269   |
| 2       | VitaSUN MKS BĘDZIN S.A. II | 3     | 4   | 1   | 5      | 8      | 269   | 288   |

#### Klasyfikacja końcowa
| L.p | Zespół                                   |
| --- | ---------------------------------------- |
| 1   | UKS VT Alukoncept Bobrowniki             |
| 2   | SK Górnik Radlin                         |
| 3   | Talent Sferawent Cieszyn                 |
| 4   | VitaSUN MKS BĘDZIN S.A. II               |
| 5   | Klub Siatkarski Racibórz                 |
| 6   | Hemarpol Norwid Częstochowa II           |
| 7   | Garbarnia Szczakowa UKS Jedynka Jaworzno |
| 8   | Eco-Team AZS Stoelzle Częstochowa II     |
| 9   | Volley Dąbrowa Górnicza                  |
| 10  | Akademia Talentów Jastrzębski Węgiel II  |
| 11  | KS VOLLEY Miasteczko Śląskie             |
| 12  | BBTS Włókniarz Bielsko-Biała             |
| 13  | LKS Olimpia Włodowice                    |

     zespół zgłoszony do turniejów półfinałowych

### Świętokrzyski ZPS

#### Runda zasadnicza
| Lp. | Zespół                      | Mecze | Pkt | Zw. | Sety + | Sety - | pkt + | pkt - |
| --- | --------------------------- | ----- | --- | --- | ------ | ------ | ----- | ----- |
| 1   | Procarte Kielce             | 12    | 26  | 9   | 32     | 18     | 1153  | 1012  |
| 2   | MKS Czarni Połaniec         | 12    | 25  | 9   | 29     | 18     | 1050  | 994   |
| 3   | Lerko Galeria Ciepła Kielce | 12    | 24  | 8   | 28     | 16     | 998   | 919   |
| 4   | Aluron CMC Wybicki Kielce   | 12    | 21  | 8   | 27     | 21     | 1079  | 1024  |
| 5   | Cerrad SMS Starachowice     | 12    | 20  | 6   | 25     | 22     | 1075  | 1032  |
| 6   | Emeryk SK Nowa Słupia       | 12    | 9   | 2   | 16     | 31     | 941   | 1077  |
| 7   | SMS Gump Ostrowiec Św.      | 12    | 1   | 0   | 5      | 36     | 783   | 1021  |

#### Runda play-off

##### O miejsca 5-7
| Lp. | Zespół                  | Mecze | Pkt | Zw. | Sety + | Sety - | pkt + | pkt - |
| --- | ----------------------- | ----- | --- | --- | ------ | ------ | ----- | ----- |
| 1   | Emeryk SK Nowa Słupia   | 4     | 8   | 2   | 10     | 8      | 399   | 409   |
| 2   | Cerrad SMS Starachowice | 4     | 7   | 3   | 10     | 7      | 390   | 298   |
| 3   | SMS Gump Ostrowiec Św.  | 4     | 3   | 1   | 5      | 10     | 279   | 361   |

##### O miejsca 1-4
| Lp. | Zespół                    | Mecze | Pkt | Zw. | Sety + | Sety - | pkt + | pkt - |
| --- | ------------------------- | ----- | --- | --- | ------ | ------ | ----- | ----- |
| 1   | Aluron CMC Wybicki Kielce | 3     | 5   | 2   | 7      | 6      | 294   | 299   |
| 2   | Procarte Kielce           | 3     | 4   | 1   | 6      | 7      | 299   | 294   |

| Lp. | Zespół                      | Mecze | Pkt | Zw. | Sety + | Sety - | pkt + | pkt - |
| --- | --------------------------- | ----- | --- | --- | ------ | ------ | ----- | ----- |
| 1   | MKS Czarni Połaniec         | 2     | 4   | 2   | 6      | 2      | 182   | 148   |
| 2   | Lerko Galeria Ciepła Kielce | 2     | 2   | 0   | 2      | 6      | 148   | 182   |

##### O miejsce 1
| Lp. | Zespół                    | Mecze | Pkt | Zw. | Sety + | Sety - | pkt + | pkt - |
| --- | ------------------------- | ----- | --- | --- | ------ | ------ | ----- | ----- |
| 1   | MKS Czarni Połaniec       | 2     | 4   | 2   | 6      | 0      | 151   | 134   |
| 2   | Aluron CMC Wybicki Kielce | 2     | 2   | 0   | 0      | 6      | 134   | 151   |

##### O miejsce 3
| Lp. | Zespół                      | Mecze | Pkt | Zw. | Sety + | Sety - | pkt + | pkt - |
| --- | --------------------------- | ----- | --- | --- | ------ | ------ | ----- | ----- |
| 1   | Procarte Kielce             | 2     | 4   | 2   | 6      | 2      | 195   | 178   |
| 2   | Lerko Galeria Ciepła Kielce | 2     | 2   | 0   | 2      | 6      | 178   | 195   |

#### Klasyfikacja końcowa
| L.p | Zespół                      |
| --- | --------------------------- |
| 1   | MKS Czarni Połaniec         |
| 2   | Aluron CMC Wybicki Kielce   |
| 3   | Procarte Kielce             |
| 4   | Lerko Galeria Ciepła Kielce |
| 5   | Emeryk SK Nowa Słupia       |
| 6   | Cerrad SMS Starachowice     |
| 7   | SMS Gump Ostrowiec Św.      |

     zespół zgłoszony do turniejów półfinałowych

### Warmińsko-Mazurski ZPS
| Lp. | Zespół                        | Mecze | Zw | Pkt | Sety + | Sety - | pkt + | pkt - |
| --- | ----------------------------- | ----- | -- | --- | ------ | ------ | ----- | ----- |
| 1   | Sunbroker KPS Gietrzwałd      | 8     | 7  | 20  | 21     | 8      | 690   | 604   |
| 2   | GKS Cresovia Górowo Iławeckie | 8     | 6  | 16  | 20     | 12     | 745   | 681   |
| 3   | AZS UWM Olsztyn (Junior)      | 7     | 4  | 13  | 15     | 11     | 600   | 594   |
| 4   | SMS Panorama Działdowo        | 7     | 1  | 4   | 9      | 18     | 601   | 643   |
| 5   | AZS UWM Olsztyn (Kadet)       | 8     | 1  | 4   | 6      | 22     | 550   | 664   |

     zespół zgłoszony do turniejów półfinałowych

### Wielkopolski ZPS

#### Etap 1

##### Grupa 1
| Lp. | Zespół                    | Mecze | Pkt | Zw. | Sety + | Sety - | pkt + | pkt - |
| --- | ------------------------- | ----- | --- | --- | ------ | ------ | ----- | ----- |
| 1   | ENEA Energetyk Poznań II  | 10    | 29  | 10  | 30     | 6      | 878   | 631   |
| 2   | SPS Volley Opatówek       | 10    | 25  | 8   | 27     | 7      | 821   | 612   |
| 3   | LUKS Wilki Wilczyn II     | 10    | 15  | 5   | 19     | 18     | 785   | 773   |
| 4   | ENEA Energetyk Poznań III | 10    | 11  | 4   | 15     | 22     | 796   | 731   |
| 5   | KS Volley Turek           | 10    | 10  | 3   | 13     | 21     | 755   | 745   |
| 6   | OSK Zefir Ostrów Wlkp.    | 10    | 0   | 0   | 0      | 30     | 207   | 750   |

#### Grupa 2
| Lp. | Zespół                               | Mecze | Pkt | Zw. | Sety + | Sety - | pkt + | pkt - |
| --- | ------------------------------------ | ----- | --- | --- | ------ | ------ | ----- | ----- |
| 1   | Tarnovia Volleyball Tarnowo Podgórne | 10    | 30  | 10  | 30     | 5      | 860   | 694   |
| 2   | TSK Orzeł Osiek                      | 10    | 15  | 6   | 21     | 19     | 882   | 881   |
| 3   | GKS Zamek Gołańcz                    | 10    | 13  | 4   | 16     | 21     | 813   | 827   |
| 4   | LOMS Joker Piła Powiat Pilski        | 10    | 12  | 4   | 18     | 23     | 876   | 900   |
| 5   | UKS Szamotulanin Szamotuły           | 10    | 11  | 3   | 14     | 23     | 773   | 854   |
| 6   | KS Volley Wieleń                     | 10    | 9   | 3   | 15     | 23     | 819   | 867   |

#### Etap 2

##### O miejsca 9-12
| Lp. | Zespół                     | Mecze | Pkt | Zw. | Sety + | Sety - | pkt + | pkt - |
| --- | -------------------------- | ----- | --- | --- | ------ | ------ | ----- | ----- |
| 1   | UKS Szamotulanin Szamotuły | 1     | 3   | 1   | 3      | 0      | 75    | 20    |
| 2   | KS Volley Wieleń           | 1     | 3   | 1   | 3      | 1      | 98    | 84    |
| 3   | KS Volley Turek            | 1     | 0   | 0   | 1      | 3      | 84    | 98    |
| 4   | OSK Zefir Ostrów Wlkp.     | 1     | 0   | 0   | 0      | 3      | 20    | 75    |

     wycofanie się z rozgrywek po zakończonym sezonie

##### O miejsca 1-8
| Lp. | Zespół                               | Mecze | Pkt | Zw. | Sety + | Sety - | pkt + | pkt - |
| --- | ------------------------------------ | ----- | --- | --- | ------ | ------ | ----- | ----- |
| 1   | Tarnovia Volleyball Tarnowo Podgórne | 2     | 6   | 2   | 6      | 0      | 150   | 118   |
| 2   | ENEA Energetyk Poznań II             | 2     | 5   | 2   | 6      | 2      | 184   | 151   |
| 3   | SPS Volley Opatówek                  | 2     | 4   | 1   | 5      | 3      | 178   | 140   |
| 4   | TSK Orzeł Osiek                      | 2     | 4   | 2   | 6      | 4      | 213   | 201   |
| 5   | LUKS Wilki Wilczyn II                | 2     | 2   | 0   | 4      | 6      | 201   | 213   |
| 6   | GKS Zamek Gołańcz                    | 2     | 2   | 1   | 3      | 5      | 140   | 178   |
| 7   | LOMS Joker Piła Powiat Pilski        | 2     | 1   | 0   | 2      | 6      | 151   | 184   |
| 8   | ENEA Energetyk Poznań III            | 2     | 0   | 0   | 0      | 6      | 118   | 150   |

#### Etap 3

##### Grupa 1
| Lp. | Zespół                               | Mecze | Pkt | Zw. | Sety + | Sety - | pkt + | pkt - |
| --- | ------------------------------------ | ----- | --- | --- | ------ | ------ | ----- | ----- |
| 1   | SPS Volley Opatówek                  | 2     | 6   | 2   | 6      | 2      | 199   | 180   |
| 2   | TSK Orzeł Osiek                      | 4     | 6   | 2   | 8      | 8      | 366   | 337   |
| 3   | ENEA Energetyk Poznań                | 2     | 5   | 2   | 6      | 2      | 185   | 177   |
| 4   | LOMS Joker Piła Powiat Pilski        | 2     | 1   | 0   | 2      | 6      | 152   | 189   |
| 5   | Tarnovia Volleyball Tarnowo Podgórne | 2     | 0   | 0   | 2      | 6      | 180   | 199   |

##### Grupa 2
| Lp. | Zespół                        | Mecze | Pkt | Zw. | Sety + | Sety - | pkt + | pkt - |
| --- | ----------------------------- | ----- | --- | --- | ------ | ------ | ----- | ----- |
| 1   | GKS Zamek Gołańcz             | 2     | 6   | 2   | 6      | 2      | 196   | 185   |
| 2   | LUKS Wilki Wilczyn II         | 2     | 3   | 1   | 4      | 4      | 181   | 178   |
| 3   | ENEA Energetyk Poznań II      | 1     | 0   | 0   | 1      | 3      | 99    | 98    |
| 4   | LOMS Joker Piła Powiat Pilski | 1     | 0   | 0   | 1      | 3      | 80    | 95    |

#### Etap 4 (finałowy)

##### O miejsce 7
| Lp. | Zespół                    | Mecze | Pkt | Zw. | Sety + | Sety - | pkt + | pkt - |
| --- | ------------------------- | ----- | --- | --- | ------ | ------ | ----- | ----- |
| 1   | ENEA Energetyk Poznań II  | 0     | 0   | 0   | 0      | 0      | 0     | 0     |
| 2   | ENEA Energetyk Poznań III | 0     | 0   | 0   | 0      | 0      | 0     | 0     |

##### O miejsce 3
| Lp. | Zespół                               | Mecze | Pkt | Zw. | Sety + | Sety - | pkt + | pkt - |
| --- | ------------------------------------ | ----- | --- | --- | ------ | ------ | ----- | ----- |
| 1   | Tarnovia Volleyball Tarnowo Podgórne | 2     | 6   | 2   | 6      | 0      | 150   | 108   |
| 2   | LOMS Joker Piła Powiat Pilski        | 2     | 0   | 0   | 0      | 6      | 108   | 150   |

     zespół zgłoszony do turniejów półfinałowych

#### O miejsce 1
| Lp. | Zespół              | Mecze | Pkt | Zw. | Sety + | Sety - | pkt + | pkt - |
| --- | ------------------- | ----- | --- | --- | ------ | ------ | ----- | ----- |
| 1   | SPS Volley Opatówek | 2     | 5   | 2   | 6      | 2      | 182   | 146   |
| 2   | TSK Orzeł Osiek     | 2     | 1   | 0   | 2      | 6      | 146   | 182   |

     zespół zgłoszony do turniejów półfinałowych

### Zachodniopomorski ZPS

#### Etap 1
| Lp. | Zespół                     | Mecze | Pkt | Zw. | Sety + | Sety - | pkt + | pkt - |
| --- | -------------------------- | ----- | --- | --- | ------ | ------ | ----- | ----- |
| 1   | UKS SMS Police             | 6     | 15  | 5   | 16     | 4      | 483   | 409   |
| 2   | UKS OPP Powiat Kołobrzeski | 6     | 14  | 5   | 16     | 7      | 545   | 469   |
| 3   | BODEK SASVOLLEY Stargard   | 6     | 7   | 2   | 8      | 12     | 427   | 435   |
| 4   | K.S. STOCZNIA Darłowo M&W  | 6     | 0   | 0   | 1      | 18     | 327   | 469   |

#### Etap 2 (Liga Lubuska)
| Lp. | Zespół                      | Mecze | Pkt | Zw. | Sety + | Sety - | pkt + | pkt - |
| --- | --------------------------- | ----- | --- | --- | ------ | ------ | ----- | ----- |
| 1   | SKS Tęcza Krosno Odrzańskie | 2     | 6   | 2   | 6      | 1      | 169   | 137   |
| 2   | KS Atak Gorzów Wlkp.        | 2     | 6   | 2   | 6      | 2      | 195   | 178   |
| 3   | UKS SMS Police              | 4     | 6   | 2   | 7      | 7      | 314   | 299   |
| 4   | UKS OPP Powiat Kołobrzeski  | 4     | 4   | 1   | 7      | 9      | 338   | 356   |
| 5   | UKS Żak Krzeszyce           | 2     | 2   | 1   | 3      | 5      | 147   | 166   |
| 6   | UKS 13 VII LO Zielona Góra  | 2     | 0   | 0   | 1      | 6      | 144   | 171   |

     zespół zgłoszony do turniejów półfinałowych

źródło: oficjalne strony Wojewódzkich Związków Piłki Siatkowej

## Turnieje półfinałowe[2]

### Opatówek
| Lp. | Zespół                 | Mecze | Pkt | Zw. | Sety + | Sety - | pkt + | pkt - |
| --- | ---------------------- | ----- | --- | --- | ------ | ------ | ----- | ----- |
| 1   | KS SPS Volley Opatówek | 3     | 6   | 3   | 9      | 0      | 234   | 178   |
| 2   | AZS UMK Toruń          | 3     | 5   | 2   | 6      | 5      | 228   | 229   |
| 3   | UKS SMS Police         | 3     | 4   | 1   | 3      | 6      | 205   | 224   |
| 4   | UKS Jedynka Reda       | 3     | 3   | 0   | 2      | 9      | 223   | 259   |

     awans do turnieju finałowego

### Gdańsk
| Lp. | Zespół                                     | Mecze | Pkt | Zw. | Sety + | Sety - | pkt + | pkt - |
| --- | ------------------------------------------ | ----- | --- | --- | ------ | ------ | ----- | ----- |
| 1   | Trefl Gdańsk III                           | 3     | 6   | 3   | 9      | 2      | 268   | 204   |
| 2   | TSK Orzeł Osiek                            | 3     | 5   | 2   | 6      | 5      | 233   | 221   |
| 3   | BKS Chemik Siatkówka Młodzieżowa Bydgoszcz | 3     | 4   | 1   | 6      | 6      | 263   | 244   |
| 4   | UKS OPP Powiat Kołobrzeski Kołobrzeg       | 3     | 3   | 0   | 1      | 9      | 151   | 246   |

     awans do turnieju finałowego

### Kobyłka
| Lp. | Zespół                   | Mecze | Pkt | Zw. | Sety + | Sety - | pkt + | pkt - |
| --- | ------------------------ | ----- | --- | --- | ------ | ------ | ----- | ----- |
| 1   | NECKO Augustów           | 3     | 6   | 3   | 9      | 4      | 293   | 282   |
| 2   | POLCANEX Kobyłka         | 3     | 5   | 2   | 8      | 3      | 256   | 222   |
| 3   | METPRIM Volley Radomsko  | 3     | 4   | 1   | 3      | 8      | 225   | 261   |
| 4   | ProNutiva SKK Belsk Duży | 3     | 3   | 0   | 4      | 9      | 279   | 288   |

     awans do turnieju finałowego

### Żychlin
| Lp. | Zespół                   | Mecze | Pkt | Zw. | Sety + | Sety - | pkt + | pkt - |
| --- | ------------------------ | ----- | --- | --- | ------ | ------ | ----- | ----- |
| 1   | Volley Team Żychlin      | 3     | 6   | 3   | 9      | 2      | 259   | 208   |
| 2   | SPS Volley Ostrołęka     | 3     | 5   | 2   | 8      | 3      | 254   | 233   |
| 3   | Tarnovia Volleyball      | 3     | 4   | 1   | 3      | 6      | 191   | 216   |
| 4   | Sunbroker KPS Gietrzwałd | 3     | 3   | 0   | 0      | 9      | 178   | 225   |

     awans do turnieju finałowego

### Czudec
| Lp. | Zespół                 | Mecze | Pkt | Zw. | Sety + | Sety - | pkt + | pkt - |
| --- | ---------------------- | ----- | --- | --- | ------ | ------ | ----- | ----- |
| 1   | ProSport Marmax Czudec | 3     | 6   | 3   | 9      | 3      | 281   | 223   |
| 2   | GKPS Gorlice           | 3     | 5   | 2   | 7      | 4      | 251   | 239   |
| 3   | LKS Cisy Nałęczów      | 3     | 4   | 1   | 6      | 7      | 276   | 293   |
| 4   | MKS Czarni Połaniec    | 3     | 3   | 0   | 1      | 9      | 193   | 246   |

     awans do turnieju finałowego

### Kraków
| Lp. | Zespół                              | Mecze | Pkt | Zw. | Sety + | Sety - | pkt + | pkt - |
| --- | ----------------------------------- | ----- | --- | --- | ------ | ------ | ----- | ----- |
| 1   | SMS Sparta AGH Kraków               | 3     | 6   | 3   | 9      | 3      | 288   | 256   |
| 2   | Green Elite Pompy Ciepła Wojciechów | 3     | 5   | 2   | 8      | 3      | 267   | 237   |
| 3   | TKF Anilana Rakszawa                | 3     | 4   | 1   | 4      | 6      | 209   | 219   |
| 4   | Aluron CMC Wybicki Kielce           | 3     | 3   | 0   | 0      | 9      | 173   | 225   |

     awans do turnieju finałowego

### Krosno Odrzańskie
| Lp. | Zespół                              | Mecze | Pkt | Zw. | Sety + | Sety - | pkt + | pkt - |
| --- | ----------------------------------- | ----- | --- | --- | ------ | ------ | ----- | ----- |
| 1   | UKS VT Alukoncept Bobrowniki        | 3     | 5   | 2   | 8      | 3      | 260   | 214   |
| 2   | BTS Elektros Bolesławiec            | 3     | 5   | 2   | 6      | 4      | 237   | 205   |
| 3   | TAURON Akademia Siatkówki Stal Nysa | 3     | 4   | 1   | 4      | 7      | 204   | 247   |
| 4   | SKS Tęcza Krosno Odrzańskie         | 3     | 4   | 1   | 4      | 8      | 245   | 280   |

     awans do turnieju finałowego

### Milicz
| Lp. | Zespół                                    | Mecze | Pkt | Zw. | Sety + | Sety - | pkt + | pkt - |
| --- | ----------------------------------------- | ----- | --- | --- | ------ | ------ | ----- | ----- |
| 1   | Talent Sferawent Cieszyn                  | 3     | 6   | 3   | 9      | 1      | 253   | 187   |
| 2   | MUKS Ziemia Milicka Milicz                | 3     | 5   | 2   | 6      | 4      | 242   | 214   |
| 3   | Akademia Siatkówki ZAKSA Kędzierzyn-Koźle | 3     | 4   | 1   | 4      | 7      | 244   | 254   |
| 4   | UKS ŻAK Krzeszyce                         | 3     | 3   | 0   | 2      | 9      | 189   | 273   |

     awans do turnieju finałowego

## Turnieje finałowe[3]

### Augustów
| Lp. | Zespół                       | Mecze | Pkt | Zw. | Sety + | Sety - | pkt + | pkt - |
| --- | ---------------------------- | ----- | --- | --- | ------ | ------ | ----- | ----- |
| 1   | NECKO Augustów               | 3     | 6   | 3   | 9      | 0      | 227   | 148   |
| 2   | UKS VT Alukoncept Bobrowniki | 3     | 5   | 2   | 6      | 3      | 197   | 181   |
| 3   | GKPS Gorlice                 | 3     | 4   | 1   | 3      | 8      | 235   | 264   |
| 4   | AZS UMK Toruń                | 3     | 3   | 0   | 2      | 9      | 198   | 264   |

     awans do II ligi

### Żychlin
| Lp. | Zespół                   | Mecze | Pkt | Zw. | Sety + | Sety - | pkt + | pkt - |
| --- | ------------------------ | ----- | --- | --- | ------ | ------ | ----- | ----- |
| 1   | Volley Team Żychlin      | 3     | 6   | 3   | 9      | 1      | 248   | 190   |
| 2   | METPRIM Volley Radomsko  | 3     | 5   | 2   | 7      | 4      | 253   | 251   |
| 3   | TSK Orzeł Osiek          | 3     | 4   | 1   | 3      | 8      | 225   | 252   |
| 4   | Talent Sferawent Cieszyn | 3     | 3   | 0   | 3      | 9      | 245   | 278   |

     awans do II ligi

### Opatówek
| Lp. | Zespół                   | Mecze | Pkt | Zw. | Sety + | Sety - | pkt + | pkt - | adnotacje                                       |
| --- | ------------------------ | ----- | --- | --- | ------ | ------ | ----- | ----- | ----------------------------------------------- |
| 1   | POLCANEX Kobyłka         | 3     | 5   | 2   | 8      | 3      | 253   | 214   |                                                 |
| 2   | KS SPS Volley Opatówek   | 3     | 5   | 2   | 6      | 4      | 220   | 188   | brak zgłoszenia do przyszłych rozgrywek II ligi |
| 3   | BTS Elektros Bolesławiec | 3     | 5   | 2   | 7      | 5      | 247   | 252   |                                                 |
| 4   | ProSport Marmax Czudec   | 3     | 3   | 0   | 0      | 9      | 159   | 225   |                                                 |

     awans do II ligi

### Gdańsk
| Lp. | Zespół                     | Mecze | Pkt | Zw. | Sety + | Sety - | pkt + | pkt - | adnotacje                                       |
| --- | -------------------------- | ----- | --- | --- | ------ | ------ | ----- | ----- | ----------------------------------------------- |
| 1   | Trefl Gdańsk III           | 3     | 5   | 2   | 8      | 4      | 265   | 223   | brak zgłoszenia do przyszłych rozgrywek II ligi |
| 2   | SPS Volley Ostrołęka       | 3     | 5   | 2   | 7      | 4      | 247   | 214   |                                                 |
| 3   | SMS Sparta AGH Kraków      | 3     | 5   | 2   | 7      | 6      | 264   | 275   | awans decyzją PZPS                              |
| 4   | MUKS Ziemia Milicka Milicz | 3     | 3   | 0   | 1      | 9      | 179   | 243   |                                                 |

     awans do II ligi